# Simonurius campestratus
Simonurius campestratus är en spindelart som först beskrevs av Simon 1901.  Simonurius campestratus ingår i släktet Simonurius och familjen hoppspindlar. Inga underarter finns listade i Catalogue of Life.